# Bernabé Rivera

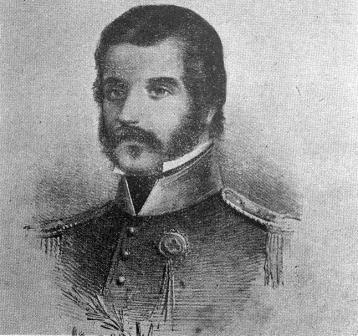
Retrato de Bernabé Rivera.

Bernabé Rivera (Durazno, 1795 – Yacaré Cururú, atual departamento de Artigas, 1832) foi um militar uruguaio.
Filho natural de Maria Luisa Rivera, meio-irmã de Fructuoso Rivera com o brasileiro Alejandro Duval falecido em 1815. Era casado com a brasileira Manuela Benemonte; filhos Bernabé e Antonio.
Bernabé Rivera ficou conhecido pelo massacre dos charruas em Salsipuedes, e perseguição posterior aos sobreviventes.
Posteriormente em uma das investidas contra um grupo de charruas remanescentes comandados pelo cacique Polidoro foi morto por uma lança. Reconhecido, teve as veias do braço arrancadas e colocadas na ponta das lanças.

## Representações na cultura
Literatura
- ¡Bernabé, Bernabé!  - Tomás de Mattos . Editorial: Alfaguara -  Montevideo.